# ジ・オールスターマイル
ジ・オールスターマイル（The All-Star Mile）は、2019年よりオーストラリア・メルボルンの三大競馬場において芝1600mで行われる競馬の平地競走。

## 概要
2018年11月18日、ヴィクトリアレーシング（Racing Victoria）はオータム・カーニバルに合わせてオーストラリアマイル路線のオールスター戦となる本競走を創設すると発表された。賞金総額は500万豪ドル（約4億960万円）となる。
第1回の2018/19シーズンは14頭立てで施行され、うち10頭は人気投票によって上位馬が選出。残りの4頭は『ワイルドカード』として主催者側から選出された。

2019/20シーズンは15頭立てとなり、フューチュリティステークス（G1）及びブレーミーステークス（G2）勝ち馬に優先出走権が付与され、ワイルドカードの枠は3頭となった。また、ニュージーランド在住者も投票可能となる。
本競走はメルボルンの三つの主要競馬場（フレミントン競馬場・コーフィールド競馬場・ムーニーヴァレー競馬場）の持ち回りでの開催となる。
第1回となる2019年はフレミントン競馬場での開催となった。
第6回となる2024年よりファン投票による出走馬選出を廃止することになった。
第7回となる2025年よりG1競走として開催されている。

## 歴代優勝馬
| 回数  | 施行日        | 競馬場           | 優勝馬         | 性齢 | タイム  | 優勝騎手         | 管理調教師             | 馬主                            |
| ----- | ------------- | ---------------- | -------------- | ---- | ------- | ---------------- | ---------------------- | ------------------------------- |
| 第1回 | 2019年3月16日 | フレミントン     | Mystic Journey | 牝3  | 1:34.77 | Anthony Darmanin | Adam Trinder           | Mr W G Roser                    |
| 第2回 | 2020年3月14日 | コーフィールド   | Legal Power    | 騸4  | 1:36.57 | William Pike     | Grant & Alana Williams |                                 |
| 第3回 | 2021年3月13日 | ムーニーヴァレー | Mugatoo        | 騸6  | 1:39.82 | Hugh Bowman      | Kris Lees              |                                 |
| 第4回 | 2022年3月19日 | フレミントン     | Zaaki          | 騸7  | 1:36.54 | Jamie Kah        | Annabel Neasham        | C E Holt, P J Prendergast Et Al |
| 第5回 | 2023年3月18日 | ムーニーヴァレー | Mr Brightside  | 騸5  | 1:34.47 | Luke Currie      | Ben & JD Hayes         |                                 |
| 第6回 | 2024年3月16日 | コーフィールド   | Pride Of Jenni | 牝6  | 1:35.22 | Declan Bates     | Ciaron Maher           |                                 |
| 第7回 | 2025年3月8日  | フレミントン     | Tom Kitten     | 騸4  | 1:35.94 | Ben Melham       | James Cummings         | Godolphin                       |